# 贵阳高新技术产业开发区
贵阳高新技术产业开发区位于贵州省贵阳市，是1992年经国务院批准设立的国家高新技术产业开发区，面积19.97平方公里。

## 经济情况
- 贵阳高新区内有研发机构133家、企业9446家。
- 2015年贵阳高新区火炬口径营业总收入完成2800亿元，大数据产业产值达到305亿元[2]。